# The Recruits
The Recruits es el segundo episodio de la quinta temporada y nonagésimo cuarto episodio a lo largo de la serie de televisión estadounidense de drama y ciencia ficción Arrow. El episodio fue escrito por Speed Weed y Beth Schwartz y dirigido por James Bamford. Fue estrenado el 12 de octubre de 2016 en Estados Unidos por la cadena The CW.
Oliver comienza a entrenar a Curtis, René y Evelyn pero sus métodos parecen no ser los adecuados para ganarse la confianza de los nuevos reclutas. Por otra parte, Thea le ofrece empleo a Quentin en el ayuntamiento mientras un misterioso atacante pone a prueba a Oliver y su nuevo grupo. Felicity aconseja a Oliver que debe ganarse la confianza de sus reclutas confiando en ellos y Oliver opta por reclutar a una persona más. Finalmente, en un flashback Oliver comienza su entrenamiento para convertirse en miembro de Bratva.

## Elenco
- Stephen Amell como Oliver Queen/Flecha Verde.
- David Ramsey como John Diggle.
- Willa Holland como Thea Queen.
- Emily Bett Rickards como Felicity Smoak/Overwatch.
- Echo Kellum como Curtis Holt.
- Paul Blackthorne como Quentin Lance.

## Continuidad
- El episodio marca la primera aparición de Rory Regan, Janet Carroll, el coronel Walker, el soldado Collins y Evan Wender.
- Evelyn Sharp fue vista anteriormente en Canary Cry.
- Oliver comienza a entrenar a sus reclutas.
- Thea descubre que Quentin ha vuelto a beber.
- Felicity convence a Oliver de llevar a los reclutas como seguridad extra en un evento como alcalde.
- Ragman ataca a Janet Carroll en el evento y Wild Dog intenta capturarlo, precipitándose y haciendo que Ragman escape.
- Oliver reprende a los reclutas después de la misión fallida.
- Oliver le dice a Felicity que fue una mala idea reclutar nuevos justicieros.
- Felicity le dice a Oliver que debe ganarse la confianza de los reclutas confiando en ellos.
- Oliver le revela a Evelyn y René que él es Flecha Verde.
- Thea le ofrece a Quentin un trabajo en el ayuntamiento.
- Diggle es inculpado por la muerte del soldado Collins y tomado prisionero por presunta traición gracias al coronel Walker.

## Desarrollo

### Producción
La producción de este episodio se llevó a cabo del 6 al 14 de julio de 2016.

### Filmación
El episodio fue filmado del 15 al 27 de julio de 2016.

### Casting
El 21 de junio de 2016, fue confirmado que Madison McLaughlin volvería para la quinta temporada de la serie interpretando a Evelyn Sharp, esta vez bajo el alias de Artemis. El 23 de julio, se anunció la incorporación de Joe Dinicol al elenco recurrente interpretando a Rory Reagan, quien después de pasar por una tragedia viaja a Star City para encontrar respuestas.